# Gentlemen (álbum)
Gentlemen es el cuarto álbum de estudio de la banda estadounidense de rock alternativo The Afghan Whigs, lanzado en 1993.
La portada del álbum se inspiró en la fotografía de 1983 de Nan Goldin, Nan and Brian in Bed, New York City. En su libro sobre Gentlemen, Bob Gendron describe cómo Linda Ronstadt supuestamente estaba furiosa por la portada del álbum. El álbum se tituló Gentlemen irónicamente.
Se le considera uno de los mejores álbumes de rock de la década de 1990, según la crítica especializada.

## Listado de canciones
| LP original |                                  |                  |          |  |
| N.º         | Título                           | Música           | Duración |  |
| 1.          | «If I Were Going»                | Dulli            | 3:05     |  |
| 2.          | «Gentlemen»                      | Dulli            | 3:54     |  |
| 3.          | «Be Sweet»                       | Dulli, Mc Collum | 3:37     |  |
| 4.          | «Debonair»                       | Dulli            | 4:15     |  |
| 5.          | «When We Two Parted»             | Dulli, McCollum  | 5:47     |  |
| 6.          | «Fountain and Fairfax»           | Dulli            | 4:21     |  |
| 7.          | «What Jail Is Like»              | Dulli            | 3:30     |  |
| 8.          | «My Curse»                       | Dulli            | 5:45     |  |
| 9.          | «Now You Know»                   | Dulli            | 4:10     |  |
| 10.         | «I Keep Coming Back»             | Austell, Graham  | 4:52     |  |
| 11.         | «Brother Woodrow/Closing Prayer» | Dulli            | 5:40     |  |
| 46:56       |                                  |                  |          |  |

## Posicionamiento
| Listas        | Posición |
| ------------- | -------- |
| Reino Unido   | 58       |
| Nueva Zelanda | 50       |
| Bélgica       | 198      |

## Créditos
- Happy Chichester — Piano
- John Curley —	Productor, ingeniero
- Greg Dulli — Productor
- Steve Earle —	Batería
- John Hampton — Ingeniero
- Barbara Hunter — Violonchelo
- Bob Ludwig — máster
- Marcy Mays — Voz
- Rick McCollum — Guitarra
- Jeff Powell —	Ingeniero
- Jeffrey Reed — Ingeniero
- Jody Stephens — Voz